# راؤول إسبارزا
راؤول إسبارزا (بالإنجليزية: Raúl Esparza)‏ مواليد 24 أكتوبر 1970 في ويلمنغتون، الولايات المتحدة، هو ممثل أمريكي بدأ مسيرته الفنية سنة 1993.

## الأعمال

### مسلسلات
- بوشنغ ديزيز (2007)
- القانون والنظام: النية الإجرامية (2009)
- القانون والنظام: الوحدة الخاصة للضحايا (2012)
- 666 بارك أفينو (2012)
- هانيبال (2013)
- دورا والأصدقاء (2014)
- بوجاك هورسمان (2016)

## وصلات خارجية
- راؤول إسبارزا على موقع IMDb (الإنجليزية)
- راؤول إسبارزا على موقع ألو سيني (الفرنسية)
- راؤول إسبارزا على موقع ميوزك برينز (الإنجليزية)
- راؤول إسبارزا على موقع أول موفي (الإنجليزية)
- راؤول إسبارزا على موقع قاعدة بيانات برودواي على الإنترنت (الإنجليزية)
- راؤول إسبارزا على موقع ديسكوغز (الإنجليزية)
- راؤول إسبارزا على موقع قاعدة بيانات الفيلم (الإنجليزية)
- راؤول إسبارزا على موقع كينوبويسك (الروسية)
- الموقع الرسمي